# Microfisiometría
La microfisiometría es la medición in vitro de las funciones y actividades de la vida o de la materia viva (como órganos, tejidos o células) y de los fenómenos físicos y químicos implicados a una escala muy pequeña (micrométrica) El término microfisiometría surgió en la literatura científica a finales de la década de 1980.
Los principales parámetros que se evalúan en la microfisiometría son el pH y la concentración de oxígeno disuelto, la glucosa y el ácido láctico, con énfasis en los dos primeros. La medición experimental de estos parámetros en combinación con un sistema de fluidos para el mantenimiento de cultivos celulares y una aplicación definida de fármacos o toxinas proporciona los parámetros cuantitativos de salida tasas de acidificación extracelular (EAR), tasas de consumo de oxígeno (OUR) y tasas de consumo de glucosa o liberación de lactato para caracterizar la situación metabólica.
Debido a la naturaleza libre de etiquetas de las mediciones basadas en sensores, es factible la monitorización dinámica de células o tejidos durante varios días o incluso más. En una escala de tiempo ampliada, un análisis dinámico de la respuesta metabólica de una célula a un tratamiento experimental puede distinguir los efectos agudos (por ejemplo, una hora después de un tratamiento), los efectos tempranos (por ejemplo, a las 24 horas) y las respuestas retardadas y crónicas (por ejemplo, a las 96 horas). Como afirman Alajoki y otros, "el concepto es que es posible detectar la activación de los receptores y otros cambios fisiológicos en las células vivas mediante la monitorización de la actividad del metabolismo energético".